# Roberto Plate
Roberto Plate (Buenos Aires, 9 de septiembre de 1940) pintor y escenógrafo argentino.

## Biografía
Estudió bellas artes becado en la Academia de Múnich entre 1963-66 y reside en París desde los años ´70. Su instalación Baños Públicos (1968), dentro del Instituto Di Tella, en los que el público pintó grafitis motivaron la clausura de la exposición.
En estos últimos años participó de varias exhibiciones entre las que se destacan las del años 2016 en el Museo Nacional de Bellas Artes de Argentina, el Instituto Di Tella, Fundación Klemm, Fundación Proa, Galería Vermeer, Galería Praxis, CC Recoleta, École de Beaux-Arts y Galerie Skyline de París.
Sus escenografías fueron puestas en escena de varios de teatros líricos del mundo. En el Teatro Colón (Buenos Aires) realizó Juana de Arco en la hoguera de Arthur Honegger (2000 y 2002), Bomarzo de Alberto Ginastera (2003) y Muerte en Venecia de Britten en 2004.

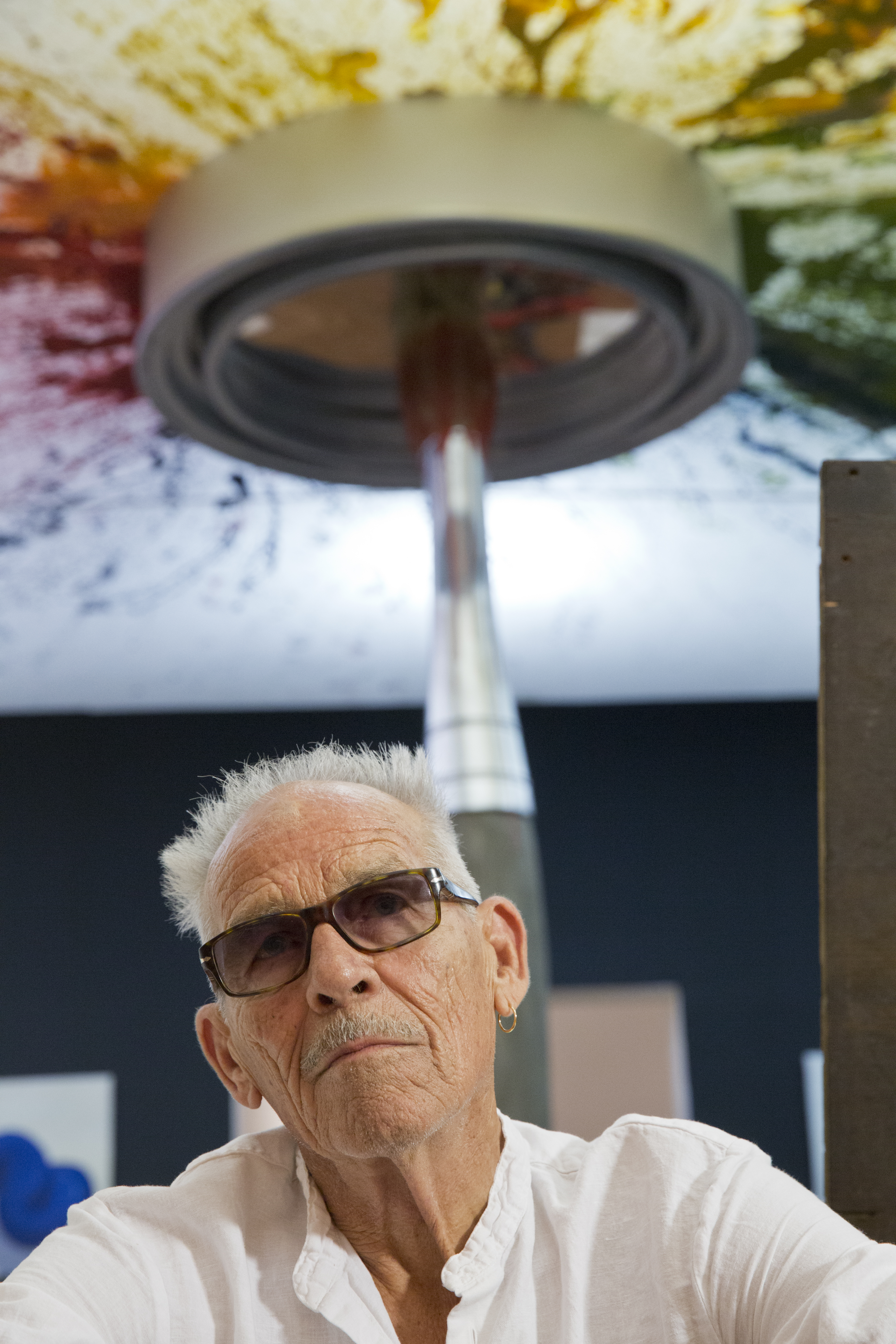
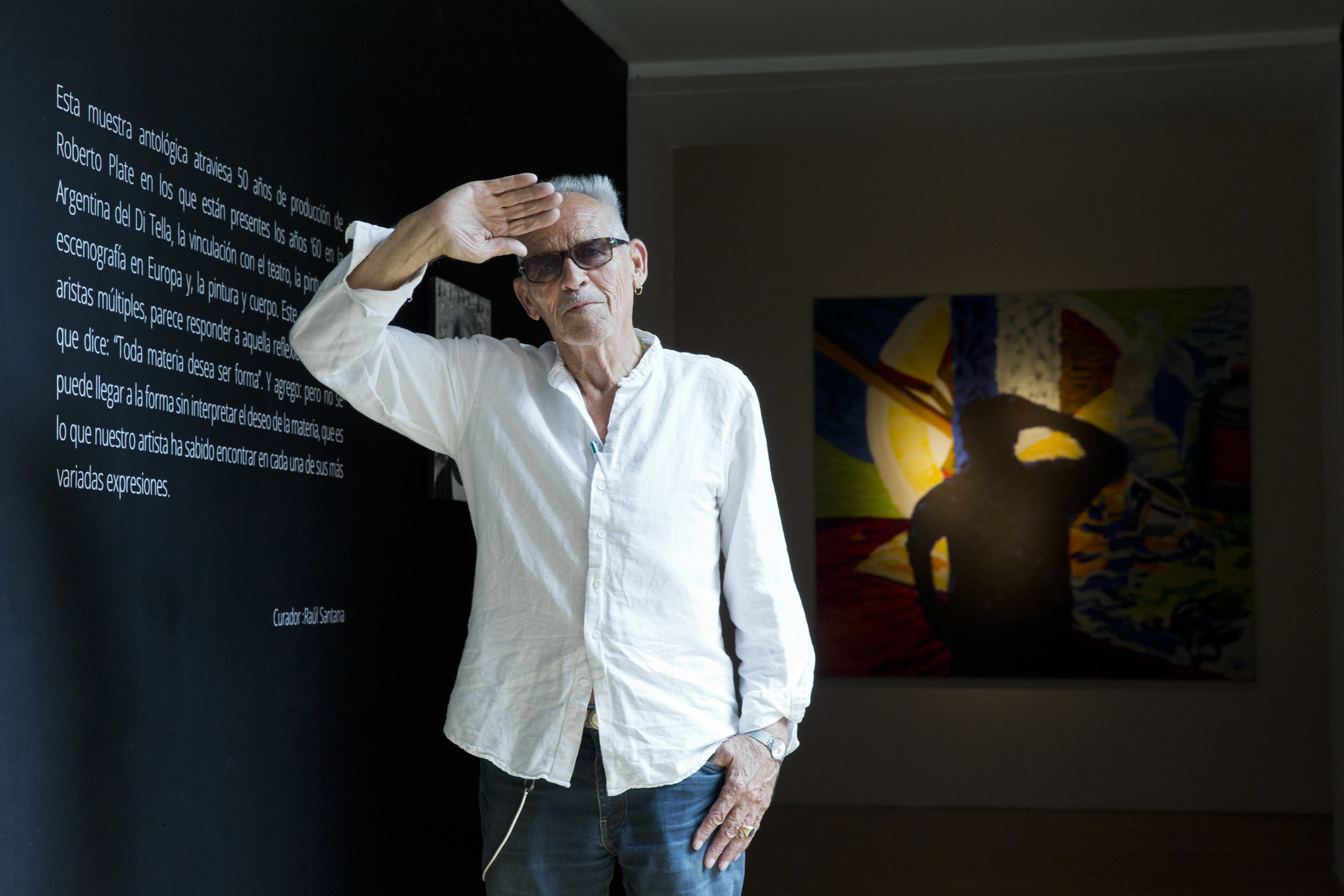
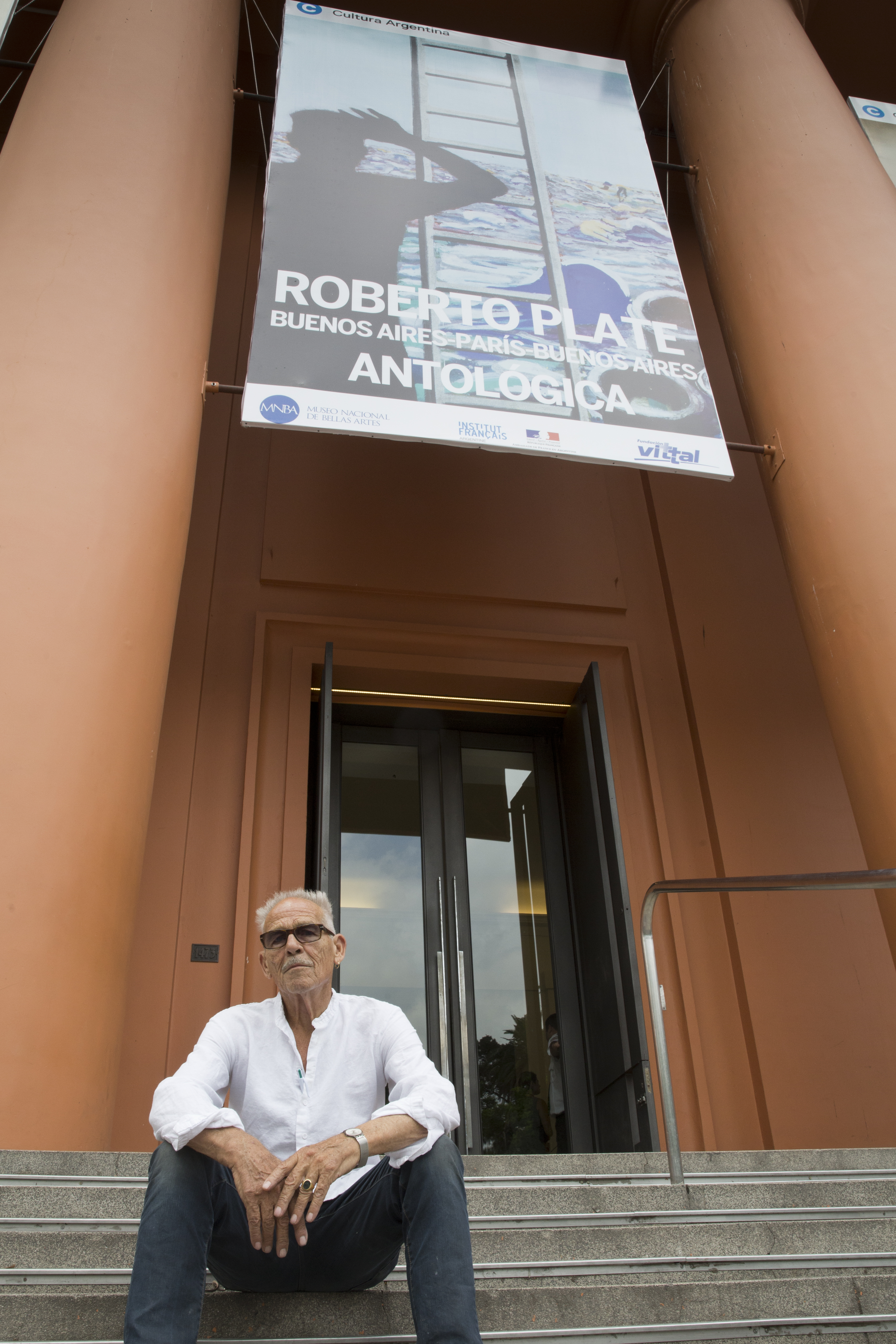